# Anacroneuria takutu
Anacroneuria takutu is een steenvlieg uit de familie borstelsteenvliegen (Perlidae). De wetenschappelijke naam van de soort is voor het eerst geldig gepubliceerd in 2000 door Stark.